# Маслович Василь Григорович
Маслович Василь Григорович (18 грудня 1793—1841) — український письменник, байкар, журналіст, засновник часопису «Харківський Демокрит».

## Життєпис
Народився у сім'ї лікара з Чернигівського полку, рід Масловичів був сербський, з тих сербів, що оселилися в Україні у другій половині ХVIII ст. По матері, Маслович походив з Познанських. І. Познанський був його дядьком й опікуном.
Приблизно коло 1808 року Маслович жив і навчався в інтернаті добре відомого в історії харківського університету Василя Фотіїва, деякий час провів в пансіонаті лектора Пакі-де-Совінні. Вищу освіту здобув у Харківському університеті, там почав і свою літературну діяльність.
З 1812 року друкувався у часописі «Харківський еженедельник», у 1816 року започаткував перший в Україні сатиричний часопис «Харьковскій Демокритъ». Брак коштів змусив його припинити видання (було видано шість номерів журналу), однак часопис мав вплив на формування літературної школи у Харкові. Зокрема, там вперше (у пресі) з'явилися друковані поезії українською мовою, що належали перу самого Василя Масловича.
Деякий час жив у Санкт-Петербурзі, де працював журналістом.

## Творчість
До літературної спадщини Масловича належать поеми («Утаида», «Сказка про Харька»), байки, поезії російською та, частково, українською мовами.